# Véro Cazot
Pour les articles homonymes, voir Cazot.
Véronique Cazot, dite Véro Cazot, est une scénariste de bande dessinée française née en 1973. 

## Biographie
Véro Cazot est née en 1973.
La première bande dessinée qu'elle signe, servie par le dessin de Madeleine Martin, paraît en 2011 chez Audie : Et toi, quand est-ce que tu t'y mets ?. Il s'agit d'un diptyque sur les pressions que reçoivent les femmes après trente ans pour les inciter à devenir mères et sur l'interruption volontaire de grossesse. Elle s'associe avec Julie Rocheleau pour livrer Betty Boob, une narration presque muette dans laquelle l'héroïne, Élisabeth, subit l'ablation d'un sein, la perte de son emploi et de son compagnon avant de prendre un nouveau départ dans la vie ; l'histoire, racontée sous un angle burlesque et optimiste, remporte un certain succès critique : les autrices reçoivent en 2018 le Prix de la BD Fnac, le prix des libraires du Québec et le Prix Albéric-Bourgeois.
Elle scénarise, pour Camille Benyamina, Les petites distances, paru en 2018. Le protagoniste, Max, disparaît progressivement de la vue et de pensées d'autrui ; l'album présente une dimension de « fantastique doux et poétique »,.
Elle entame une nouvelle série, avec Lucy Mazel, sur le destin d'une adolescente rêveuse avec Olive, dont le premier volume paraît en 2020 : Une lune bleue dans la tête  (Dupuis). L'album figure dans la sélection « Jeunes Adultes 12-16 ans » du festival d'Angoulême 2021.

## Œuvres
- Et toi, quand est-ce que tu t'y mets ?, dessin de Madeleine Martin, Audie, coll. « Fluide-G »

1. Celle qui ne voulait pas d'enfant, 2011  (ISBN 978-2-352-07101-3)
2. On l'appellera Simone, 2012  (ISBN 978-2-352-07202-7)

- Betty Boob, dessin de Julie Rocheleau, Casterman, 2017  (ISBN 978-2-203-11240-7)
- Les petites distances, dessin de Camille Benyamina, Casterman, 2018  (ISBN 978-2-203-09997-5)
- Olive, dessin de Lucy Mazel, Dupuis

1. Une lune bleue dans la tête , 2020  (ISBN 978-2-8001-7498-3)
2. Allô la terre ?, 2021  (ISBN 979-10-34739-46-2)
3. Sur les traces du Nerpa, 2021  (ISBN 979-1034751266)
4. Retour sur Terre, 2023  (ISBN 979-1034754366)

- Le bal des folles, d'après un roman de Victoria Mas et les dessins de Arianna Melone, éditions Albin Michel, 2021  (ISBN 9782226458674)
- Le champ des possibles, dessin d'Anaïs Bernabé, Dupuis, 2024  (ISBN 979-1034758753)
- Mi-Mouche, dessin de Carole Maurel, Dupuis
  1. Tu veux te battre? 2025  (ISBN 9782808504348)

## Récompenses
- 2018 : 
  - Prix de la BD Fnac, avec Julie Rocheleau, pour Betty Boob
  - prix des libraires du Québec, avec Julie Rocheleau, pour Betty Boob
  - Prix Albéric-Bourgeois, avec Julie Rocheleau, pour Betty Boob
- 2024 : Bulot d'Or de la scénariste, ex aequo avec Olivier Bocquet, au 22ème festival BD de Dieppe[13].